# Hystrix crassispinis
Hystrix crassispinis és una espècie de mamífer rosegador de la família dels porcs espins del Vell Món. Viu a Brunei, Indonèsia i Malàisia. Té una gran varietat d'hàbitats que van des dels boscos naturals fins a les zones cultivades, on viu a altituds d'entre 0 i 1.200 msnm o més. Es creu que no hi ha cap amenaça significativa per a la supervivència d'aquesta espècie, tot i que és objecte de caça.